# Raimundo Fagner & Zeca Baleiro
| Críticas profissionais   | Críticas profissionais |
| Avaliações da crítica    | Avaliações da crítica  |
| Fonte                    | Avaliação              |
| ------------------------ | ---------------------- |
| Isto É                   | [ 2 ]                  |
| Tribuna da Imprensa (RJ) | [ 3 ]                  |

Raimundo Fagner & Zeca Baleiro é o primeiro álbum da parceria entre os cantores e compositores Raimundo Fagner e Zeca Baleiro, gravado em 2003.
Em 2004, com a boa receptividade do público, eles resolveram gravar um DVD, intitulado Raimundo Fagner & Zeca Baleiro - O Show, o qual vendeu 500 mil cópias.

## O Álbum
| “ | "Não foi feito sob medida, tanto que não temos preocupação alguma com tocar nas rádios. Foi um disco boêmio, confesso que bebemos muito!" | ” |

### Faixas
- "Canhoteiro" - "Foi a única música pensada, mais por mim e Fausto. Descobri que o jogador Canhoteiro era meu xará, José Ribamar e, além disso, um símbolo, pois era maranhense, revelado no Ceará e que foi para São Paulo fazer carreira. É uma homenagem ao futebol malandro, de várzea, que está em extinção" - Zeca Baleiro[7]
- "Hotel à Beira Mar" - Música preferida de Zeca Baleiro no álbum. Composta quando eles estavam hospedados em um hotel para compor. A letra cita Mucuripe, região de praia de Fortaleza e nome de uma música de Fagner e Belchior gravada por Elis Regina em 1972[8].
- "Daqui Pra Lá, de Lá Pra Cá" - "Em nosso primeiro encontro, lá em casa, peguei meu baú e tirei "Daqui Pra Lá, de Lá Pra Cá", uma letra do Torquato Neto que a Ana (viúva do poeta) havia me dado há uns 15 anos. Achei que seria o momento perfeito para musicá-la" Raimundo Fagner[7]
- "Cantor de Bolero" - A letra homenageia os artistas realmente populares, deixando claro que eles podem até ser bregas, mas que essa é a cara do país[8].

#### CD
| N.º | Título                       | Compositor(es)                                   | Duração |  |
| 1.  | "Canhoteiro"                 | Fagner/Zeca Baleiro/Fausto Nilo/Celso Borges     |         |  |
| 2.  | "Balada de Agosto"           | Fagner/Zeca Baleiro                              |         |  |
| 3.  | "Um Real de Amor"            | Fagner/Brandão                                   |         |  |
| 4.  | "Palavras e Silêncios"       | Zeca Baleiro/Fausto Nilo                         |         |  |
| 5.  | "Três Irmãos"                | Canção tradicional francesa -Adapt.: Fausto Nilo |         |  |
| 6.  | "Dezembros"                  | Fagner/Zeca Baleiro/Fausto Nilo                  |         |  |
| 7.  | "Hotel à Beira-mar"          | Fagner/Zeca Baleiro                              |         |  |
| 8.  | "Azulejo"                    | Fagner/Zeca Baleiro/Sergio Natureza              |         |  |
| 9.  | "Serenata Sem Estrelas"      | Fagner/Zeca Baleiro                              |         |  |
| 10. | "Daqui Pra Lá, de Lá Pra Cá" | Fagner/Zeca Baleiro/Torquato Neto                |         |  |
| 11. | "Cantor de Bolero"           | Fagner/Zeca Baleiro/Fausto Nilo                  |         |  |

### DVD - "Raimundo Fagner & Zeca Baleiro - O Show"
O DVD Raimundo Fagner & Zeca Baleiro - O Show (Multishow Ao Vivo) foi gravado de 12 a 14 de Dezembro de 2003, no Canecão, no Rio de Janeiro. Além das músicas do CD "Raimundo Fagner & Zeca Baleiro", o show promove, ainda, um passeio pelas carreiras dos artistas, com Fagner cantando Zeca e Zeca cantando Fagner.
| “ | “Não tínhamos o objetivo de repercutir esse show, era uma experiência, um trabalho artesanal que deu certo.” | ” |

#### Faixas
02. Três Irmãos (Adaptação da Obra "Les Infants de Pointose")

02. Balada de Agosto

03. Azulejo

04. Flor da Pele / Revelação

05. Dezembros

06. Não Tenho Tempo

07. Natureza Noturna

08. Frenesi

09. Um Real de Amor

10. Quase Nada

11. Proibida pra Mim

12. Fanatismo

13. Canção Brasileira

14. Amor Escondido

15. Quem Me Levará Sou Eu

16. Você Só Pensa em Grana

17. Canhoteiro

18. Daqui Pra Lá de Lá Pra Cá

19. Palavras e Silêncios

20. Babylon

21. Último Pau de Arara

22. Cantor de Bolero

Faixas Bônus
23. Noturno

24. Lenha

25. Mucuripe

#### Créditos Musicais
- Raimundo Fagner - Voz, Violão, Piano
- Zeca Baleiro - Voz, Violão
- Adelson Viana - Piano, Teclados, Acordeom
- Jamil Joanes - Baixo elétrico, Percussão
- Tuco Marcondes - Guitarra, Violão, Bandolim, Gaita
- Luizinho Duarte - Bateria, Violão

#### Certificação e Vendas
| Ano  | Certificação | Vendas   | Ref.   |
| ---- | ------------ | -------- | ------ |
| 2004 | ouro - ABPD  | 500.000+ | [ 11 ] |